# Mateusz Matczak
Mateusz Matczak (ur. 12 sierpnia 1989 w Łodzi) – polski sportowiec, reprezentant Polski w pływaniu
Karierę sportową rozpoczął w klubie MKS Trójka Łódź, gdzie jego trenerem do 2009 był Marek Młynarczyk. Był uczniem Szkoły Podstawowej nr 173, następnie uczniem XXIX Liceum Ogólnokształcącego w Łodzi. Później przeniósł się do łódzkiego XLIII Liceum Ogólnokształcącego, gdzie zdał maturę. Do jego klasy uczęszczali inni znani łódzcy sportowcy: Sylwester Bednarek i Adam Kszczot. W 2007 rpodczas mistrzostw Europy juniorów w Antwerpii zdobył złoty medal na 400 m zmiennym, a wynik 4:18,40 był równy minimum na Igrzyska Olimpijskie 2008. Po udanym letnim sezonie 2007 od września trenował w grupie Pawła Słomińskiego w Warszawie, ale pozostał reprezentantem MKS Trójka Łódź. Nie zdołał zakwalifikować się do reprezentacji olimpijskiej. W latach 2009–2010 był zawodnikiem Miejskiego Klubu Pływackiego Szczecin, gdzie jego trenerem był Mirosław Drozd. Po rozpoczęciu studiów na Politechnice Łódzkiej powrócił do klubu MKS Trójka Łódź, gdzie jego trenerem był Krzysztof Cheliński.
W nocy z 15 na 16 kwietnia 2012 został znaleziony nieprzytomny na ulicy w centrum Łodzi. W szpitalu stwierdzono u niego zagrażający życiu uraz mózgu, wymagający kraniektomi i zastosowania śpiączki farmakologicznej. W śpiączce pozostawał kilka tygodni, po ok. dziewięciu miesiącach wrócił do pływania.

## Najważniejsze osiągnięcia
- 2006, Rio de Janeiro, Mistrzostwa Świata Juniorów: Złoty medal na 400 m stylem dowolnym
- 2006, Rio de Janeiro, Mistrzostwa Świata Juniorów: Srebrny medal na 400 m stylem zmiennym
- 2006, Helsinki: Finalista Mistrzostw Europy Seniorów, 7. miejsce na 400 m stylem zmiennym
- 2007, Antwerpia, Mistrzostwa Europy Juniorów: Złoty medal na 400 m stylem dowolnym
- 2007, Antwerpia, Mistrzostwa Europy Juniorów: Złoty medal na 400 m stylem zmiennym
- 2007, Debreczyn: Finalista Mistrzostw Europy Seniorów
- 2007, Dębica: Mistrz Polski i Złoty medal na 400 m stylem zmiennym; Rekord Życiowy i Srebrny medal na 200 m stylem dowolnym; 5. miejsce na 1500 m stylem dowolnym;
- 2008, Rijeka: Finalista Mistrzostw Europy Seniorów
- 2008, Ostrowiec Świętokrzyski: Złoty medal na 400 m stylem zmiennym oraz Brązowy medal na 200 m stylem zmiennym
- 2009, Ostrowiec Świętokrzyski: Złoty medal na 400 m stylem zmiennym
- 2009, Belgrad, XXV Letnia Uniwersjada: Rekord Polski na 400 m stylem zmiennym

### Rekordy życiowe na basenie 50-metrowym
- 200 m stylem dowolnym, uzyskany czas: 1:51.44
- 400 m stylem dowolnym, uzyskany czas: 3:51.34
- 200 m stylem zmiennym, uzyskany czas: 2:01.23
- 400 m stylem zmiennym, uzyskany czas: 4:12.28

### Rekordy życiowe na basenie 25-metrowym
- 200 m stylem dowolnym, uzyskany czas: 1:47.67
- 400 m stylem dowolnym, uzyskany czas: 3:46.24
- 800 m stylem dowolnym, uzyskany czas: 7:50.34
- 200 m stylem zmiennym, uzyskany czas: 1:57.50
- 400 m stylem zmiennym, uzyskany czas: 4:08.43